# Chu Yafei
Chu Yafei (chiń. 褚亚飞; ur. 5 września 1988 w Mongolii Wewnętrznej) – chiński lekkoatleta, chodziarz.

## Sukcesy
| Rok  | Zawody                  | Miasto    | Konkurencja   | Miejsce     | Czas    |
| ---- | ----------------------- | --------- | ------------- | ----------- | ------- |
| 2007 | Uniwersjada             | Bangkok   | chód na 20 km | 1. miejsce  | 1:24:37 |
| 2008 | Igrzyska olimpijskie    | Pekin     | chód na 20 km | 10. miejsce | 1:21:17 |
| 2009 | Mistrzostwa świata      | Berlin    | chód na 20 km | 12. miejsce | 1:21:56 |
| 2009 | Mistrzostwa Azji        | Kanton    | chód na 20 km | 2. miejsce  | 1:22:56 |
| 2010 | Puchar świata w chodzie | Chihuahua | chód na 20 km | 2. miejsce  | 1:22:46 |
| 2010 | Igrzyska azjatyckie     | Kanton    | chód na 20 km | 2. miejsce  | 1:21:57 |
| 2011 | Mistrzostwa świata      | Taegu     | chód na 20 km | 10. miejsce | 1:22:10 |

Medalista mistrzostw Chin w różnych kategoriach wiekowych. 30 maja 2010 wygrał chód na 10 kilometrów podczas mityngu Grand Prix IAAF w Krakowie Na Rynek marsz ustanawiając wynikiem 38:40 rekord Azji w tej konkurencji.

## Rekordy życiowe
- Chód na 10 km – 37:57 (2010)
- Chód na 20 km – 1:18:38 (2011)